# Stanisław Stronczyński
Stanisław Kazimierz Stronczyński (ur. 4 maja 1914 w Wieluniu, zm. 10 lutego 2000 tamże) – polski działacz partyjny i państwowy, nauczyciel, w latach 1980–1984 przewodniczący Prezydium Wojewódzkiej Rady Narodowej w Sieradzu.

## Życiorys
Syn Jana i Heleny, ukończył studia magisterskie. Z zawodu nauczyciel, działał także w Związku Harcerstwa Polskiego. W listopadzie 1939 został aresztowany przez hitlerowców. Od 1951 był dyrektorem Liceum Pedagogicznego w Wieluniu, które przekształcano następnie w Liceum Pedagogiczne dla Wychowawczyń Przedszkoli (1965) oraz Studium Wychowania Przedszkolnego (1973). Zakończył pełnienie funkcji w 1974. Kierował komitetami budowy ośrodka szkoleniowego ZHP Nadwarciańskiego Grodu w Załęczu Wielkim oraz Młodzieżowego Ośrodka Sportów Wodnych w Krzeczowie.
W 1947 wstąpił do Polskiej Partii Robotniczej, w 1948 przeszedł do Polskiej Zjednoczonej Partii Robotniczej. Został członkiem egzekutywy Komitetu Powiatowego PZPR w Wieluniu, zasiadł też w Powiatowej Komisji Kontroli Partyjnej. Od 1947 zasiadał w Powiatowej Radzie Narodowej w Wieluniu, wybierano go też do Wojewódzkiej Rady Narodowej w Sieradzu. Ok. 1980 objął fotel przewodniczącego Prezydium WRN w Sieradzu. Zajmował to stanowisko do czerwca 1984.
Działał w Towarzystwie Przyjaciół Wielunia, przyczynił się do wydania monografii o mieście pt. Siedem wieków Wielunia: studia i materiały. Wydał również książkę Od ruin i zgliszcz…: Wieluń 1945–1988 (1990).

## Odznaczenia
W 1953 odznaczony Srebrnym Krzyżem Zasługi, a w 2000 Medalem za Długoletnie Pożycie Małżeńskie (pośmiertnie).